# Museo Condé
El Museo Condé de Chantilly es una institución que custodia el legado de obras de arte del príncipe Enrique de Orleans (duque de Aumale), hijo del rey Luis Felipe I de Francia. Tiene como sede el castillo de Chantilly, propiedad del Instituto de Francia. La localidad de Chantilly se halla a unos 60 kilómetros al norte de París.
El Museo Condé alberga un fondo artístico de considerable valor, que incluye 800 pinturas, 2500 grabados, otros tantos dibujos, y 30 000 libros y manuscritos; pero no goza del renombre internacional que merece, dado que no presta obras a exposiciones de acuerdo a los deseos de su donante, el duque de Aumale.

## Historia

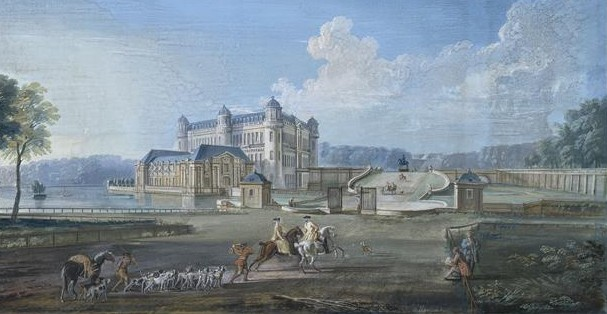
El castillo de Chantilly, en el.

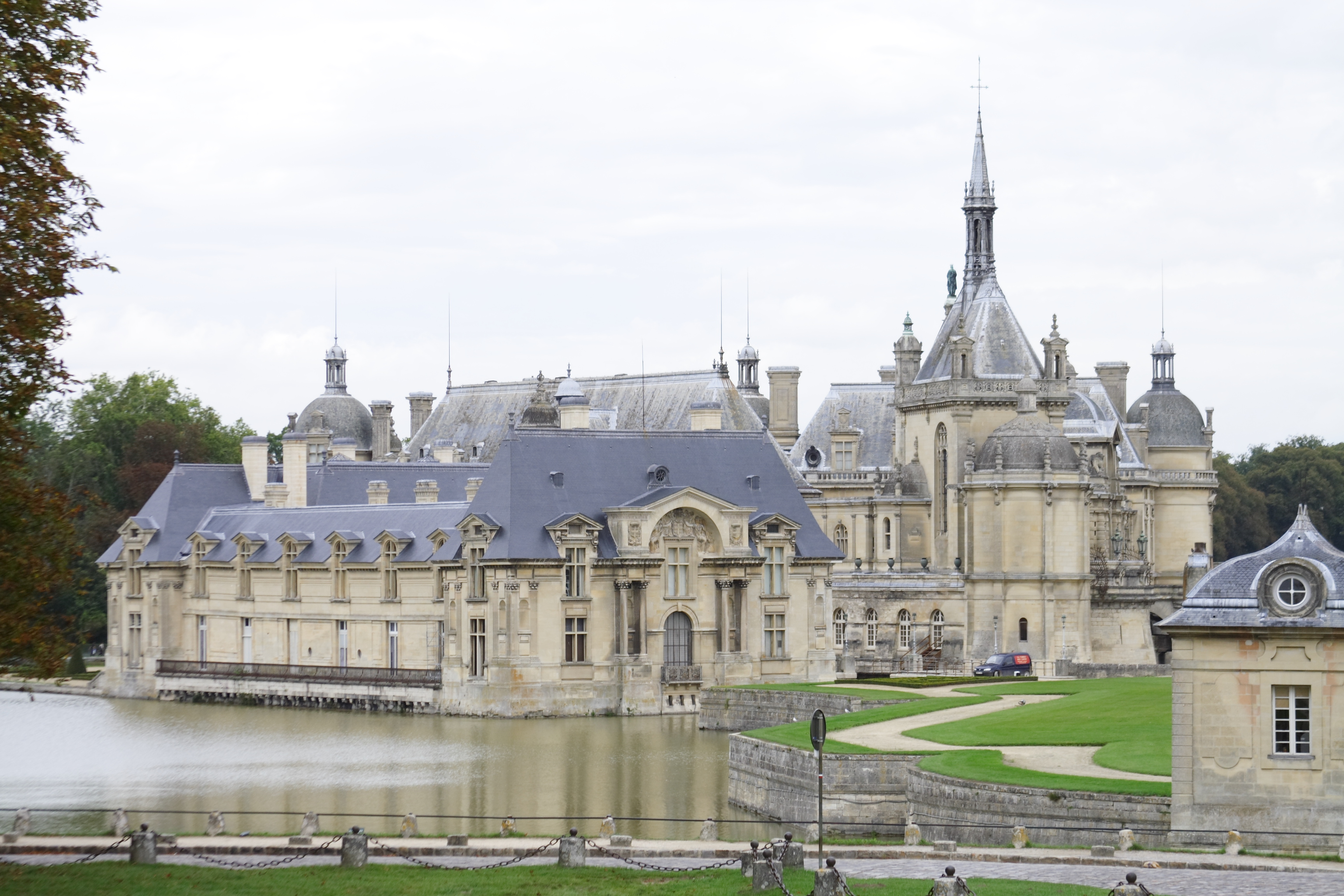
Vista actual del castillo de Chantilly, sede del Museo Condé.

Henri de Orleáns, duque de Aumale, nace en París en 1822, como noveno (y penúltimo) hijo del rey Luis Felipe I de Francia (el quinto varón). Con apenas ocho años de edad, hereda la enorme fortuna de su padrino el príncipe de Condé, que había fallecido sin hijos. Valorada en 66 millones de francos y considerada la mayor del país, esta fortuna incluía el castillo de Chantilly. 
Aunque su formación va encauzada hacia un futuro como militar y diplomático, la revolución de 1848 y la instauración de la II República Francesa llevan al duque de Aumale al exilio a Inglaterra, donde permanece durante 22 años.
Aficionado a los dibujos y manuscritos, en 1856 adquiere en Italia la obra maestra de la bibliofilia Las muy ricas horas del Duque de Berry, y en 1861 un importante grupo de dibujos (Durero, Rafael, Claudio de Lorena...) que había coleccionado Frédéric Reiset, un experto del Louvre. En 1870 vuelve a Francia e instala su colección en el castillo. En 1876, adquiere 148 retratos dibujados (lápiz, pastel) al duque de Sutherland, quien los conservaba en su mansión londinense, Stafford House. Los había reunido décadas antes el medievalista y museólogo Alexandre Lenoir; se deben a autores como Corneille de Lyon, Pierre Mignard y Philippe de Champaigne.
En 1884-1886, el testamento del duque y las posteriores disposiciones motivadas por su segundo exilio, hacen que el castillo de Chantilly y sus colecciones pasen a manos del Instituto de Francia. En 1889 el anciano duque regresa, y se hace cargo nuevamente de las colecciones, aunque solo en usufructo, y continúa enriqueciéndolas hasta su fallecimiento en 1897.
El Museo Condé es relativamente poco conocido fuera de Francia ya que no puede prestar obras a otros museos, de acuerdo a las condiciones fijadas por el duque de Aumale. También ha de mantener esencialmente intacto el despliegue de las obras, tal como el duque decidió. Debido a ello, en cierta manera es un museo de ambiente que conserva su organización y decoración originales.

## Colecciones
La colección de pinturas incluye obras maestras de fama mundial, como Retrato de Simonetta Vespucci de Piero di Cosimo y La masacre de los inocentes de Poussin, cuadro admirado por el maestro contemporáneo Francis Bacon. Este museo alberga otras cuatro obras de Poussin. 
Mención especial merecen las tres pinturas de Rafael: Las Gracias, la Madonna de Loreto y la Madonna de Orleans; constituyen el repertorio más valioso de este artista en Francia junto con el conservado en el Louvre. De hecho, el repertorio de viejos maestros del Museo Condé es considerado el segundo más importante de Francia, solo superado por el del citado museo parisino.
Se exhiben además tres tablas de Fra Angelico, un díptico del círculo de Rogier van der Weyden, una rarísima Virgen de la misericordia de Enguerrand Quarton (Retablo Cadard) y otras obras de: Sassetta, Bernardino Luini, Jacopino del Conte, Ludovico Mazzolino, Scipione Pulzone, Jan Gossaert (Retrato de Mencía de Mendoza, h. 1532-35), Antonio Moro (Cristo resucitado entre san Pedro y san Pablo, 1556), Hans Holbein el Joven, Corneille de Lyon, Sofonisba Anguissola (Autorretrato), Denys Calvaert, Annibale Carracci (Venus dormida rodeada de putti, h. 1602), Van Dyck (Retrato de Gastón de Orleans), Guido Cagnacci, Guercino, Domenichino, Salvator Rosa, Pierre Mignard (Retrato de Molière), Matthias Stomer, Jacob van Ruisdael, Willem van de Velde el Joven, Melchior de Hondecoeter, Antonio de Pereda, Murillo, Hyacinthe Rigaud (el modelo previo para el célebre Retrato de Luis XIV), Watteau, Nicolas Lancret, Jean-Marc Nattier, Jean-Baptiste Greuze, Joshua Reynolds, Ingres (Autorretrato, Venus Anadiomena y La enfermedad de Antíoco), Corot, Delacroix, Géricault, Paul Baudry, Ernest Meissonier, Léon Bonnat, Daubigny...
La colección de grabados incluye ejemplares de famosas planchas de Durero, como La melancolía y San Jerónimo en la celda.
La colección de dibujos es igualmente notable; incluye el Retrato de Léonore Sapata de Jean Clouet, dos importantes diseños de Rafael, otros dos de Miguel Ángel, así como ejemplos de Rubens, Claudio de Lorena, Watteau, Pierre-Paul Prud'hon y una curiosa versión de la Gioconda desnuda, que se atribuye a un artista del círculo de Leonardo da Vinci. 
El fondo bibliográfico incluye como gran tesoro el libro miniado de Las muy ricas horas del duque de Berry, de los hermanos Limbourg, realizado hacia el año 1410. También posee 40 de las hojas conservadas de otro famoso libro miniado: El libro de horas de Etienne Chevalier, debido a Jean Fouquet.

## Salones del castillo

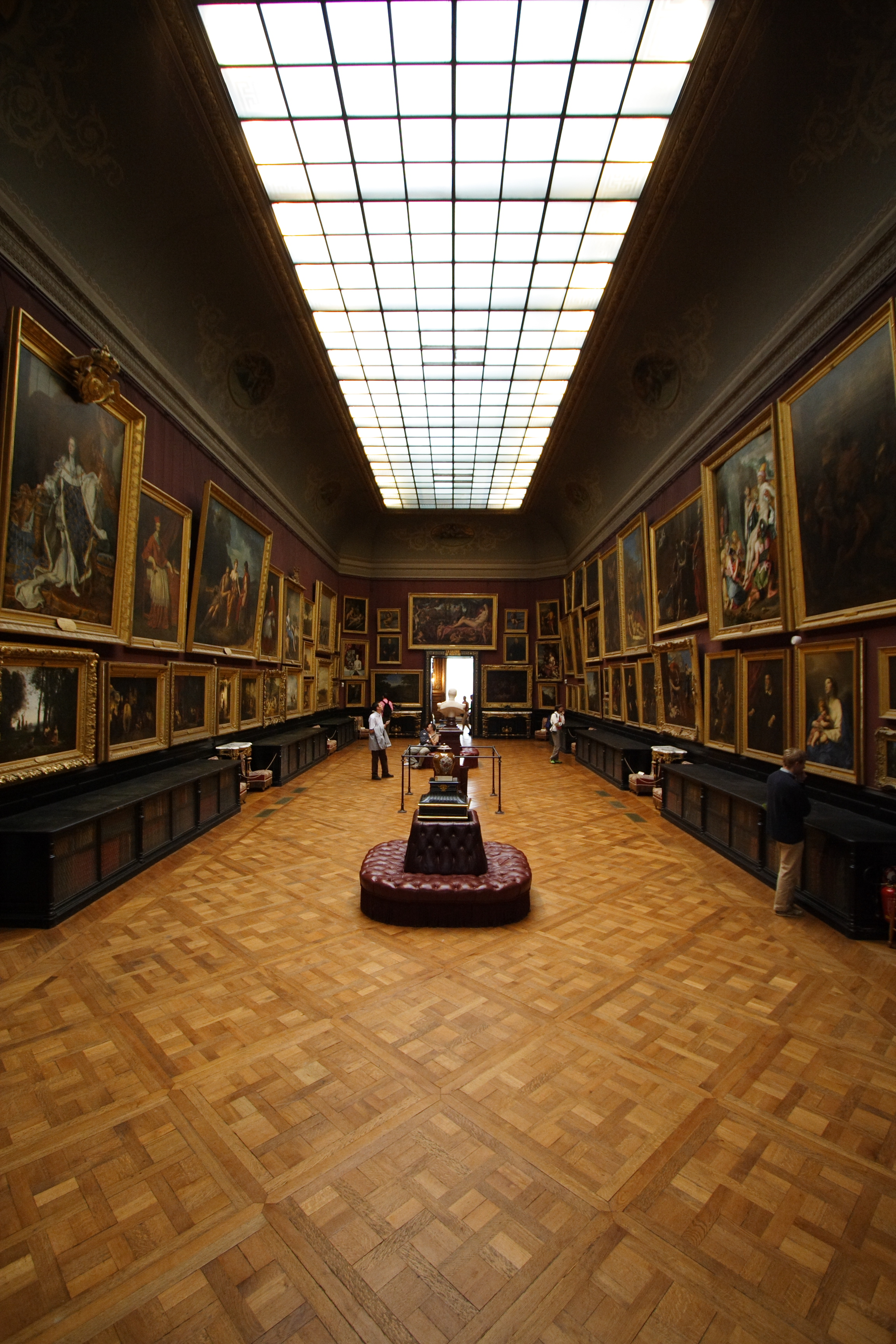
Galería con cuadros barrocos
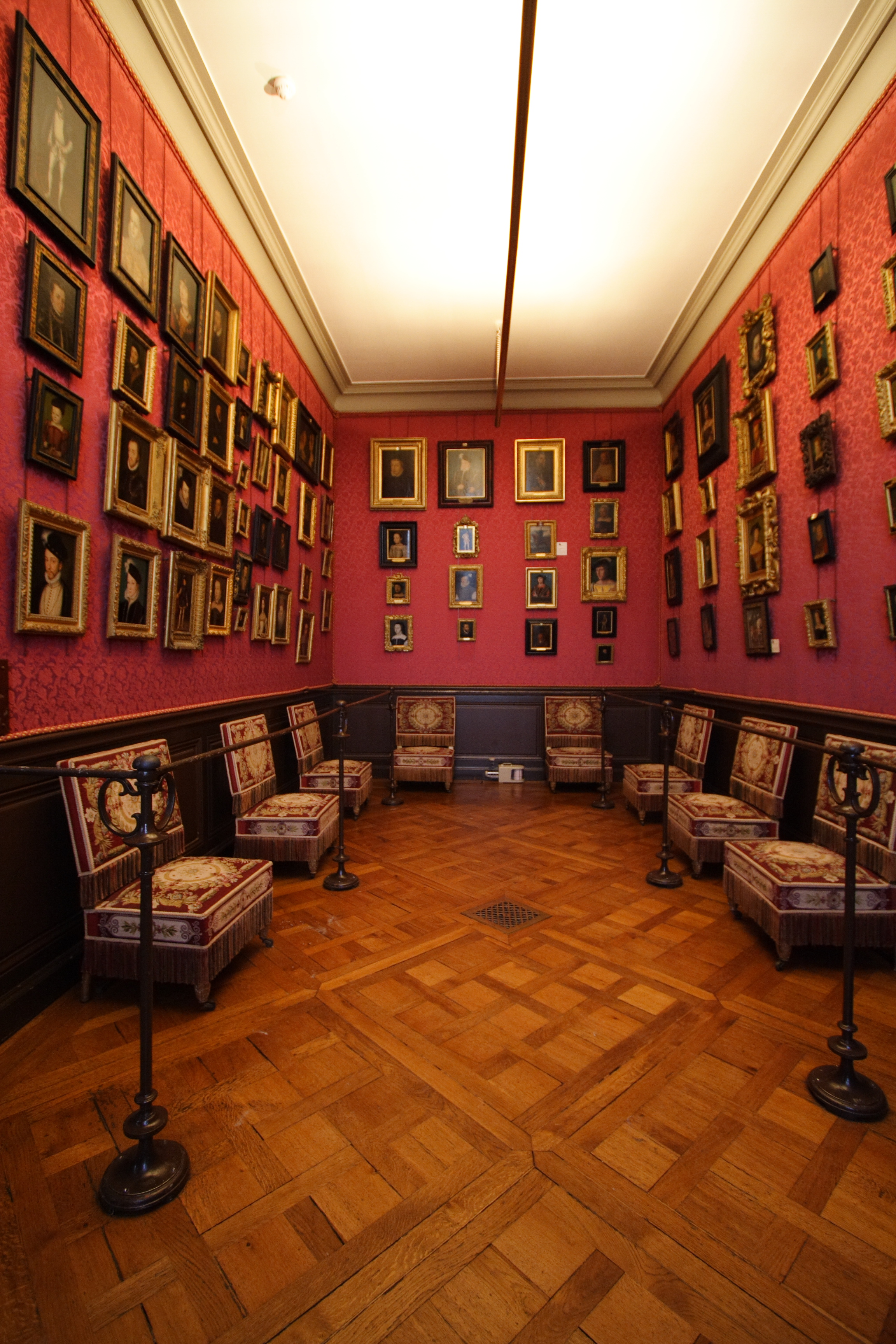
Sala con retratos
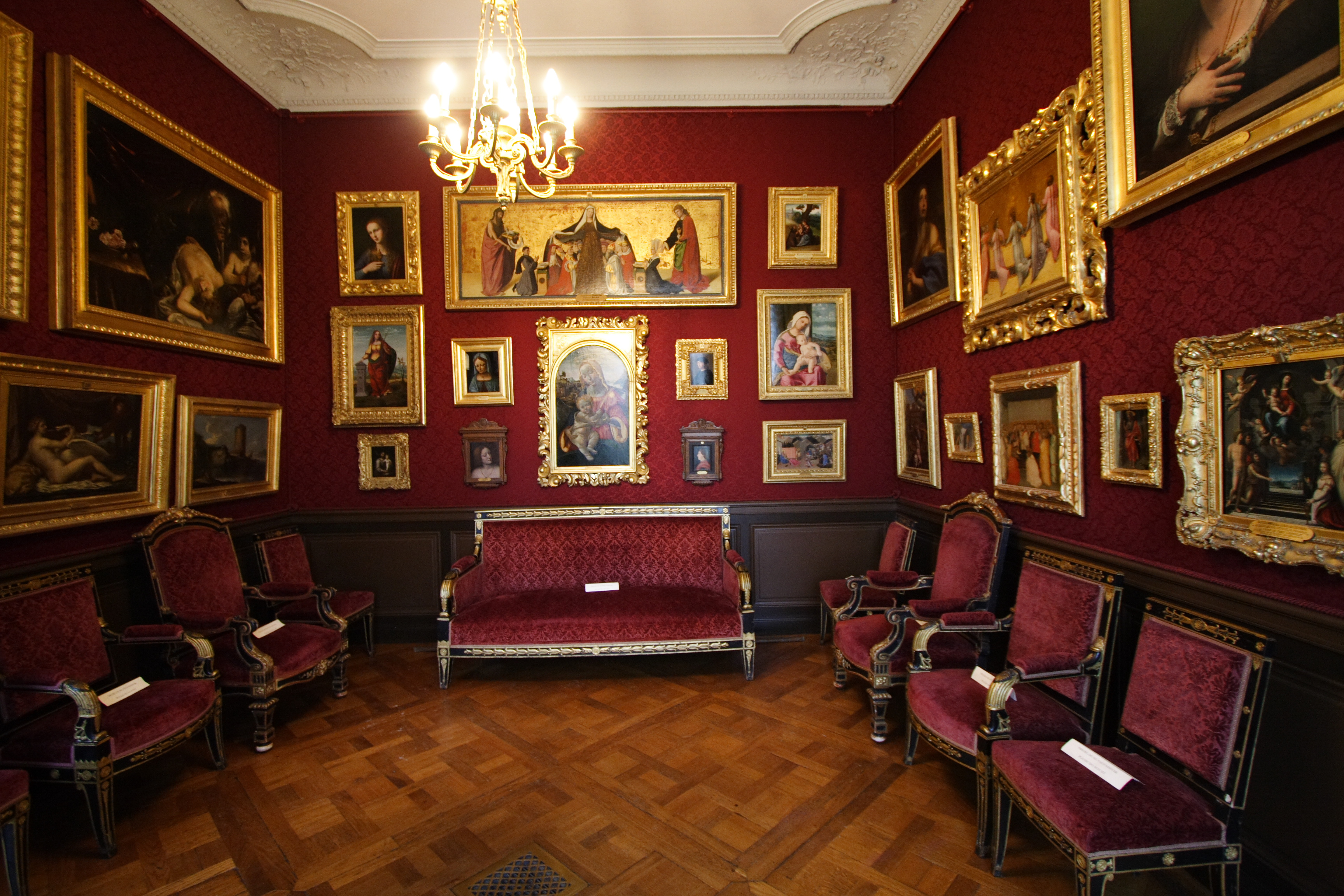
Sala con cuadros del Renacimiento

## Galería de obras

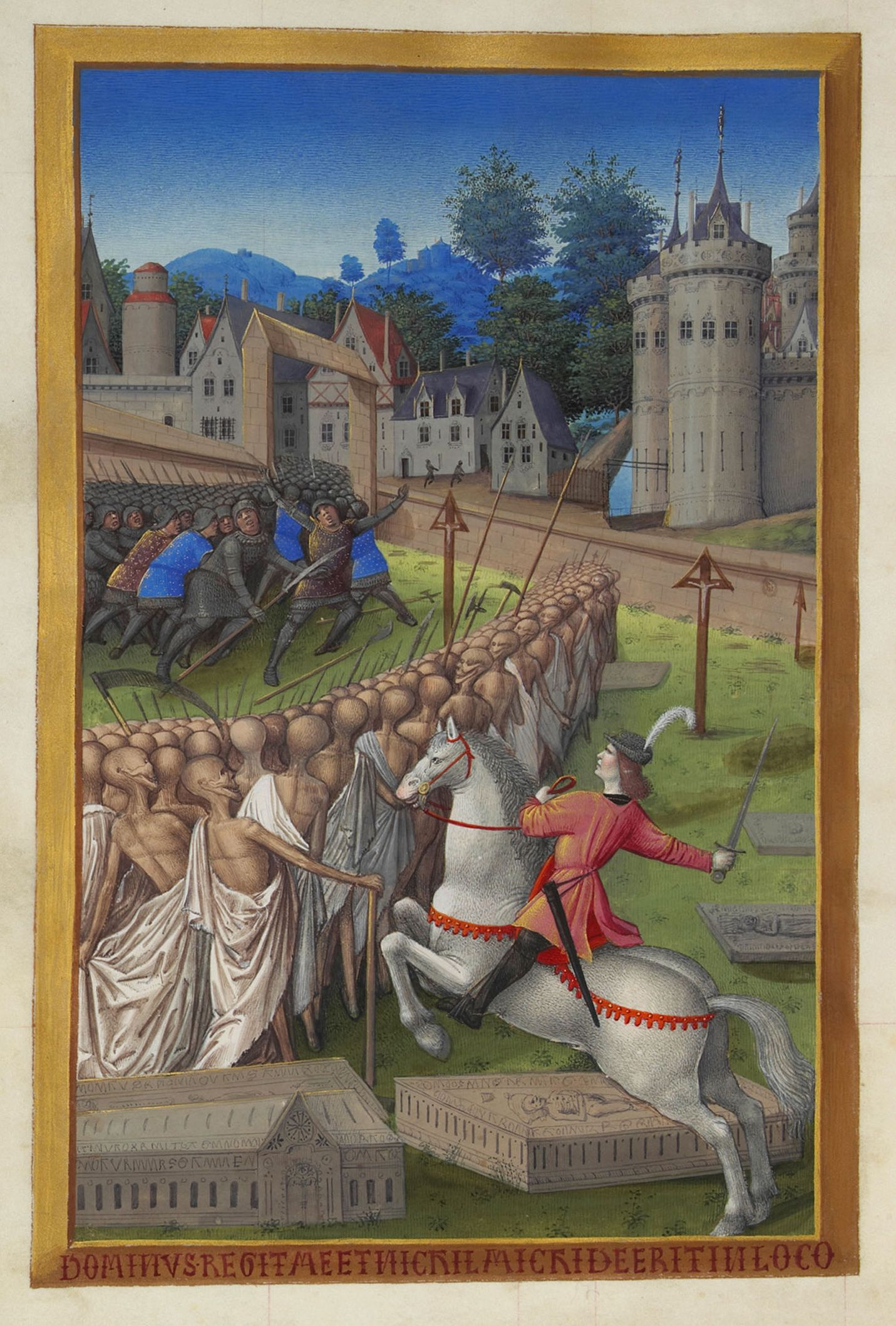
El caballero de la Muerte, ilustración de Las muy ricas horas del duque de Berry
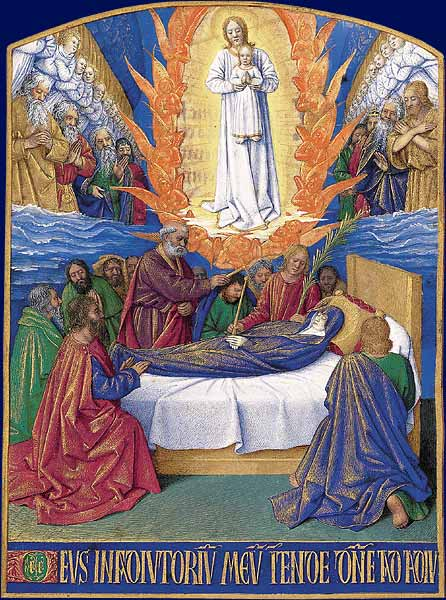
La muerte de la Virgen, de Las horas de Étienne Chevalier, ilustración de Jean Fouquet
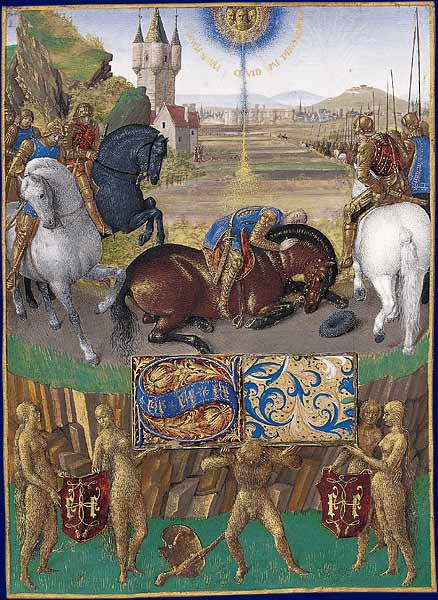
Jean Fouquet, La conversión de Saulo
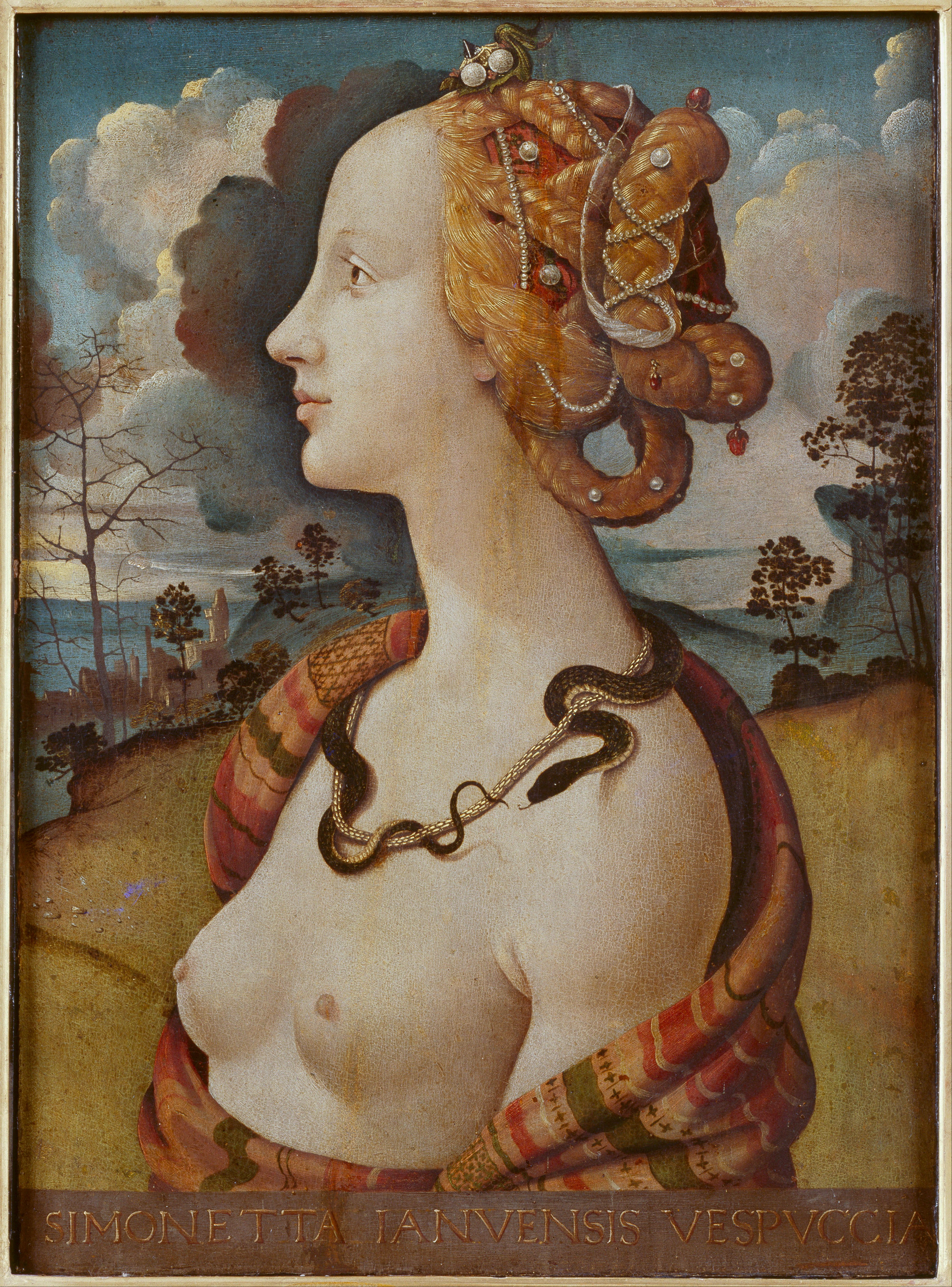
Piero di Cosimo, Retrato de Simonetta Vespucci caracterizada como Cleopatra
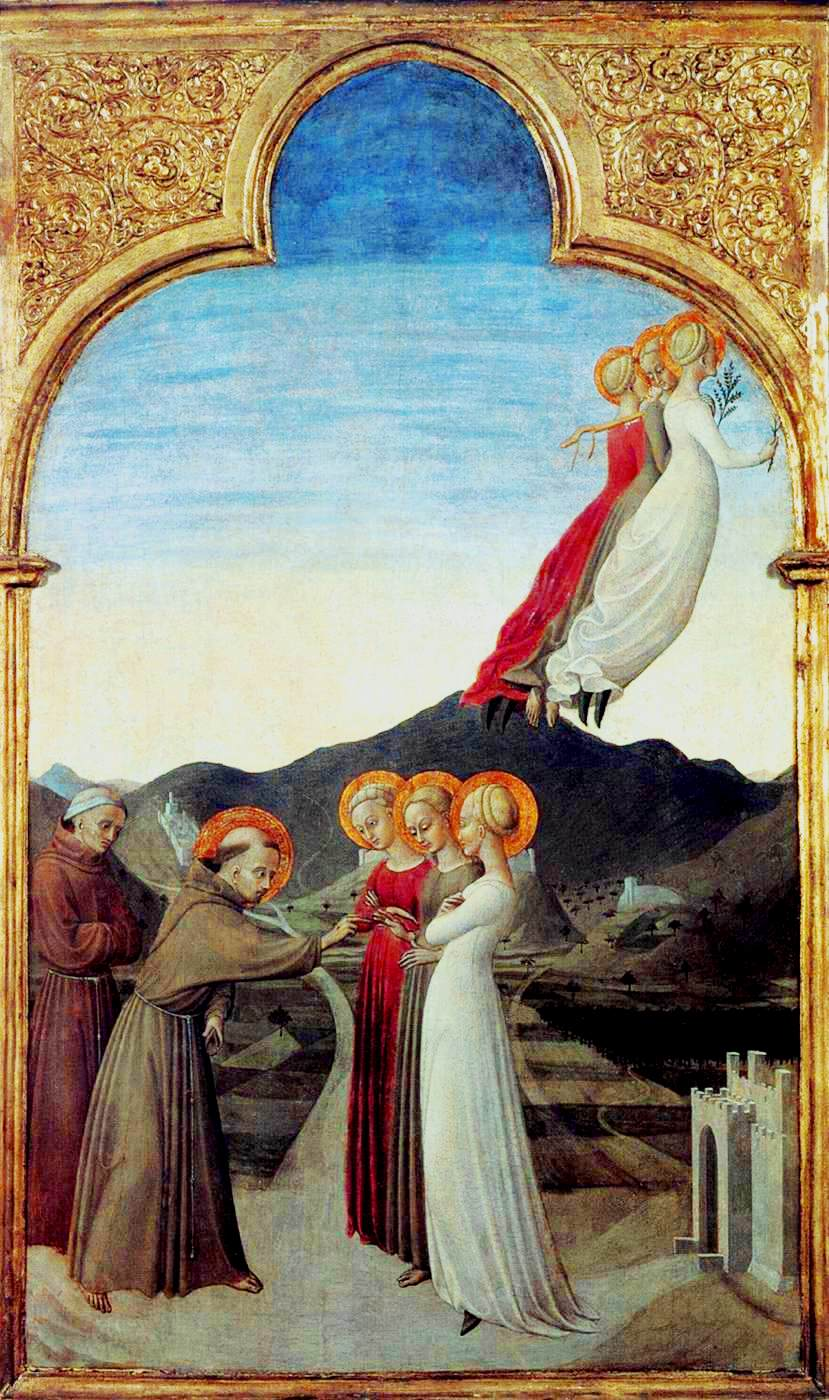
Sassetta, Casamiento de san Francisco con la dama Pobreza
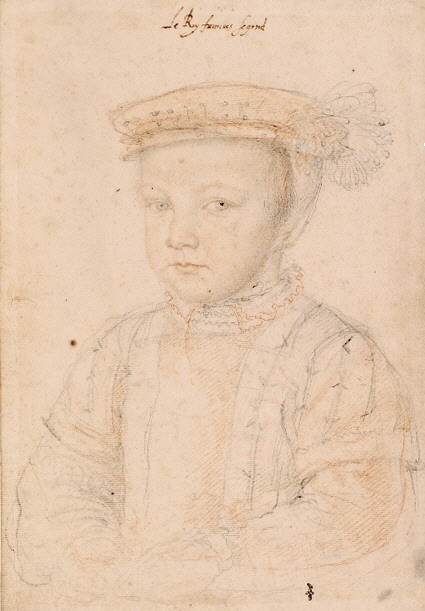
François Clouet, Retrato de Francisco II de Francia (dibujo)
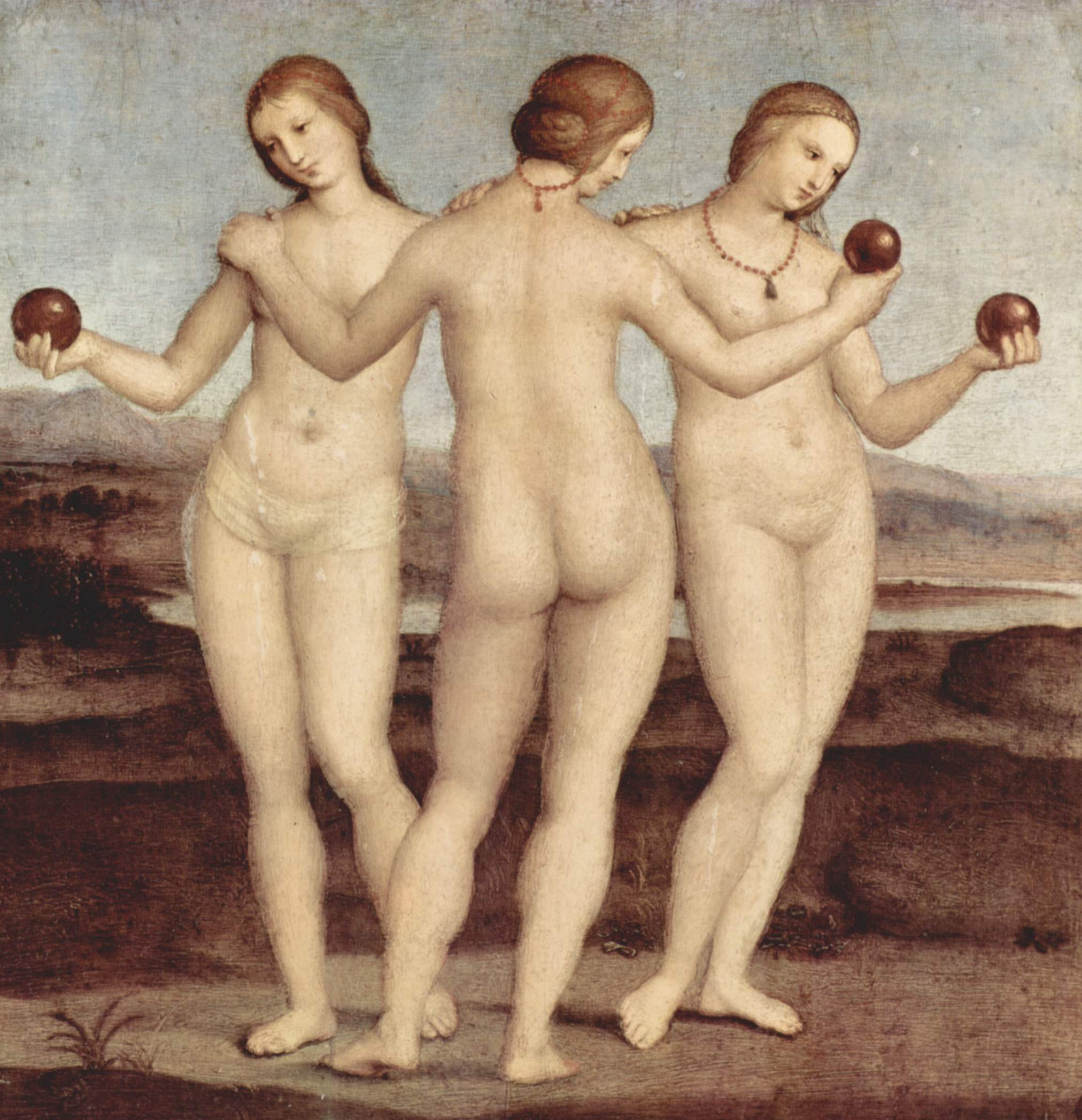
Rafael, Las Gracias
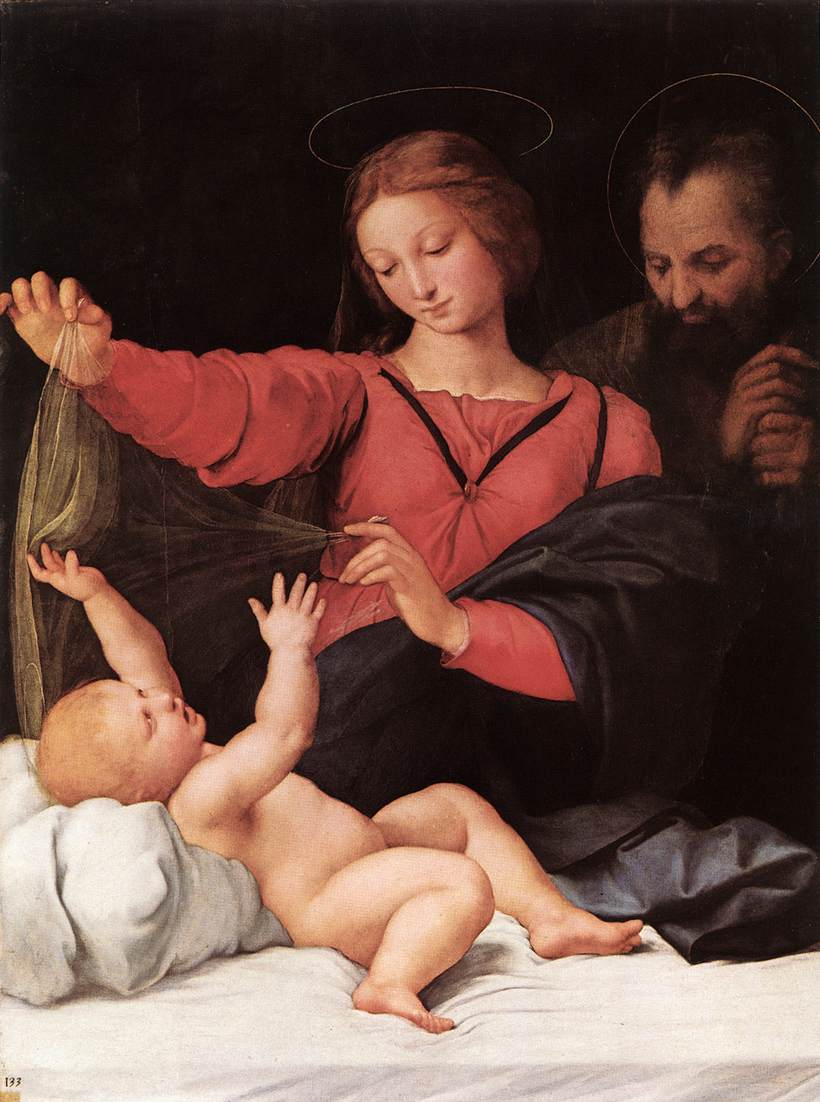
Rafael, Madonna de Loreto
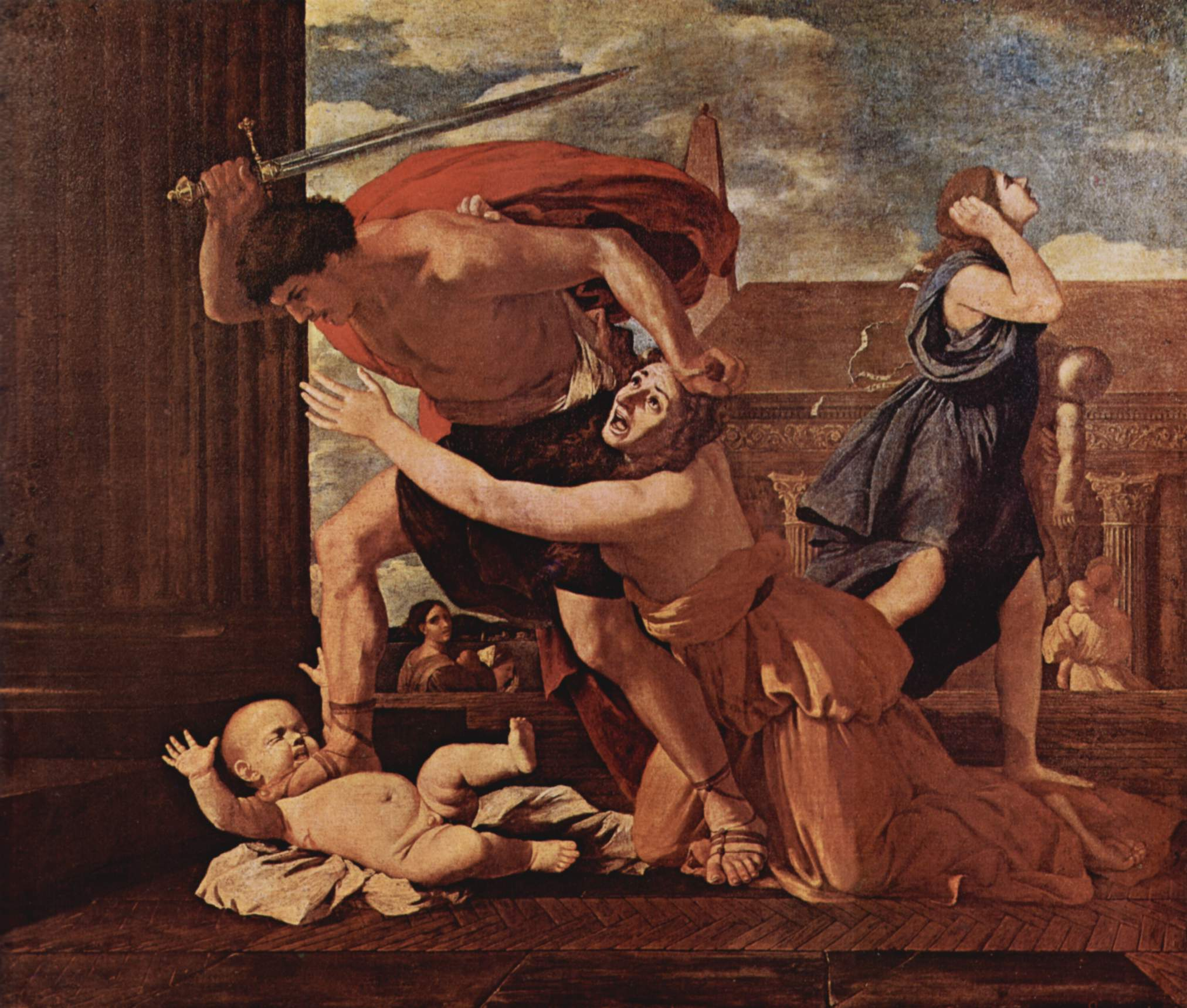
Poussin, La matanza de los inocentes
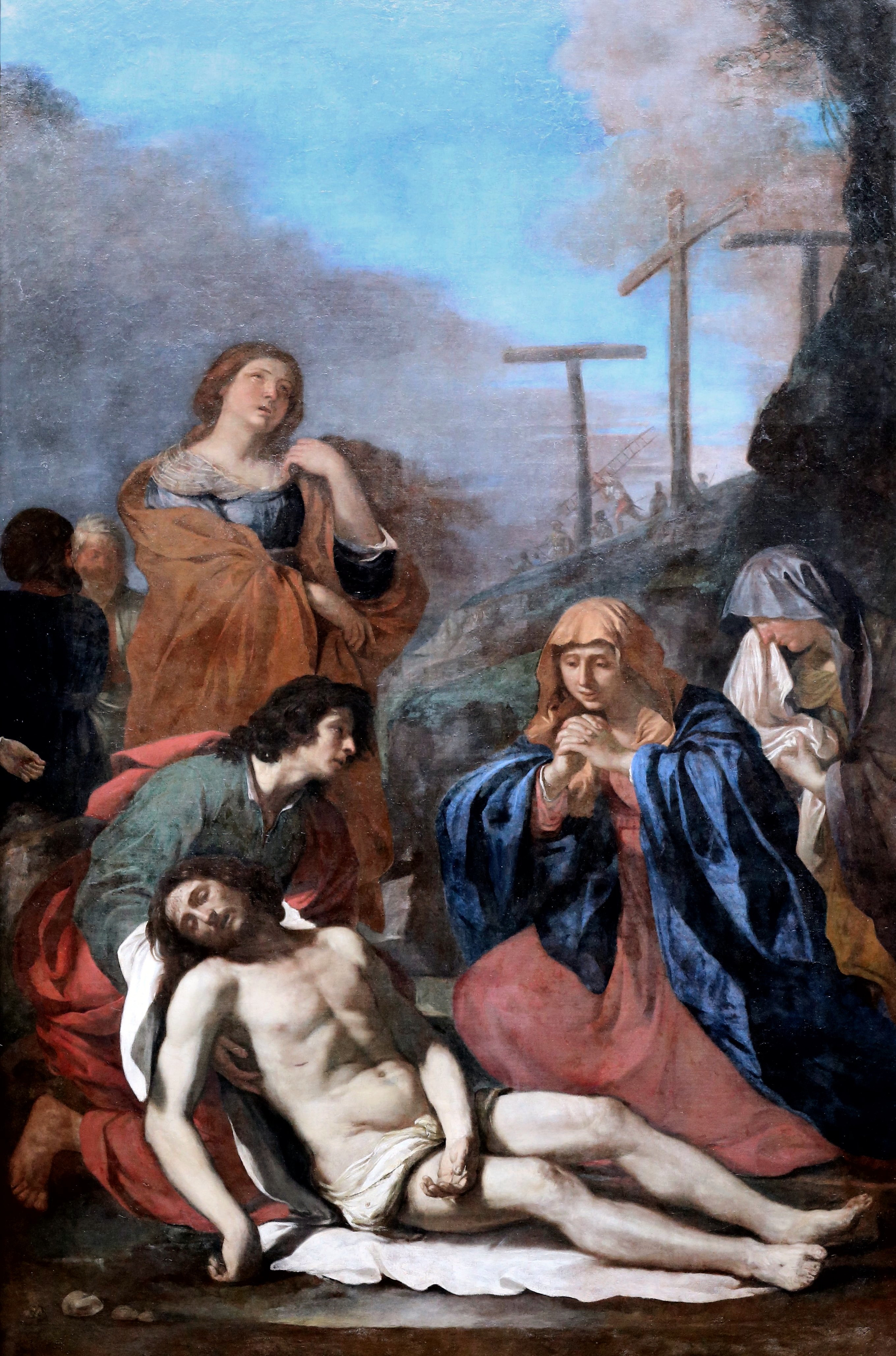
Guercino, Piedad
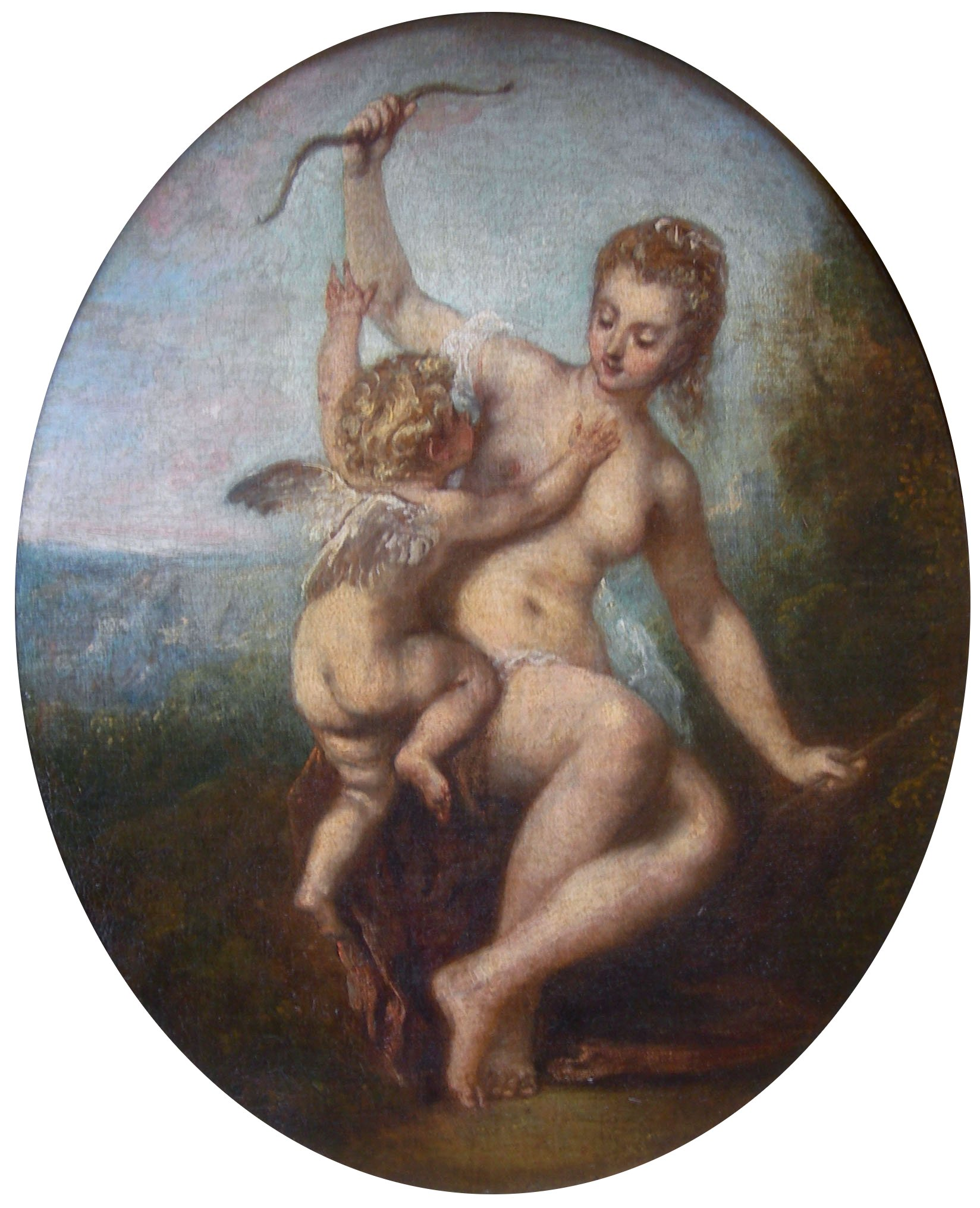
Watteau, Venus desarma a Cupido
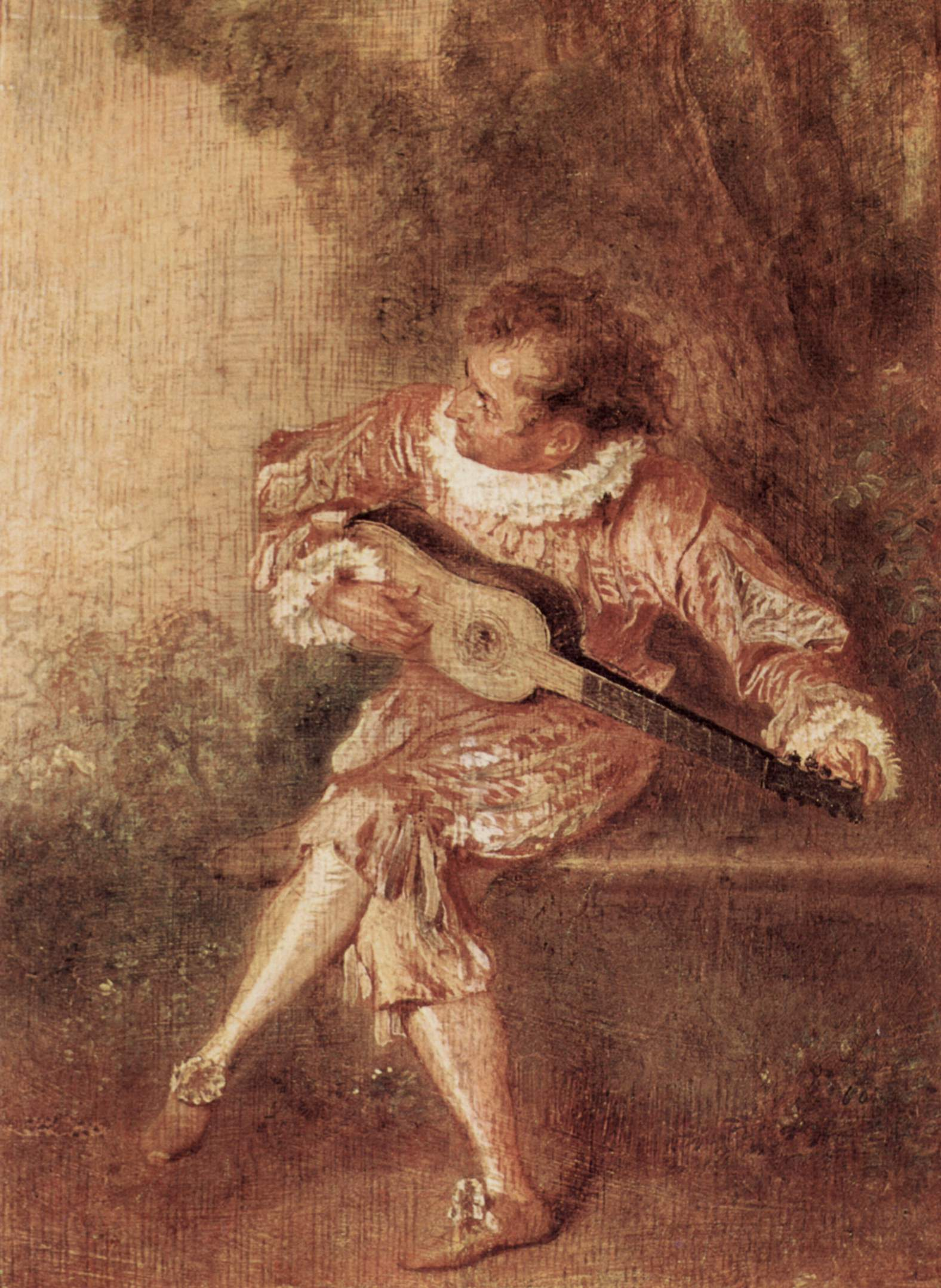
Watteau, La serenata
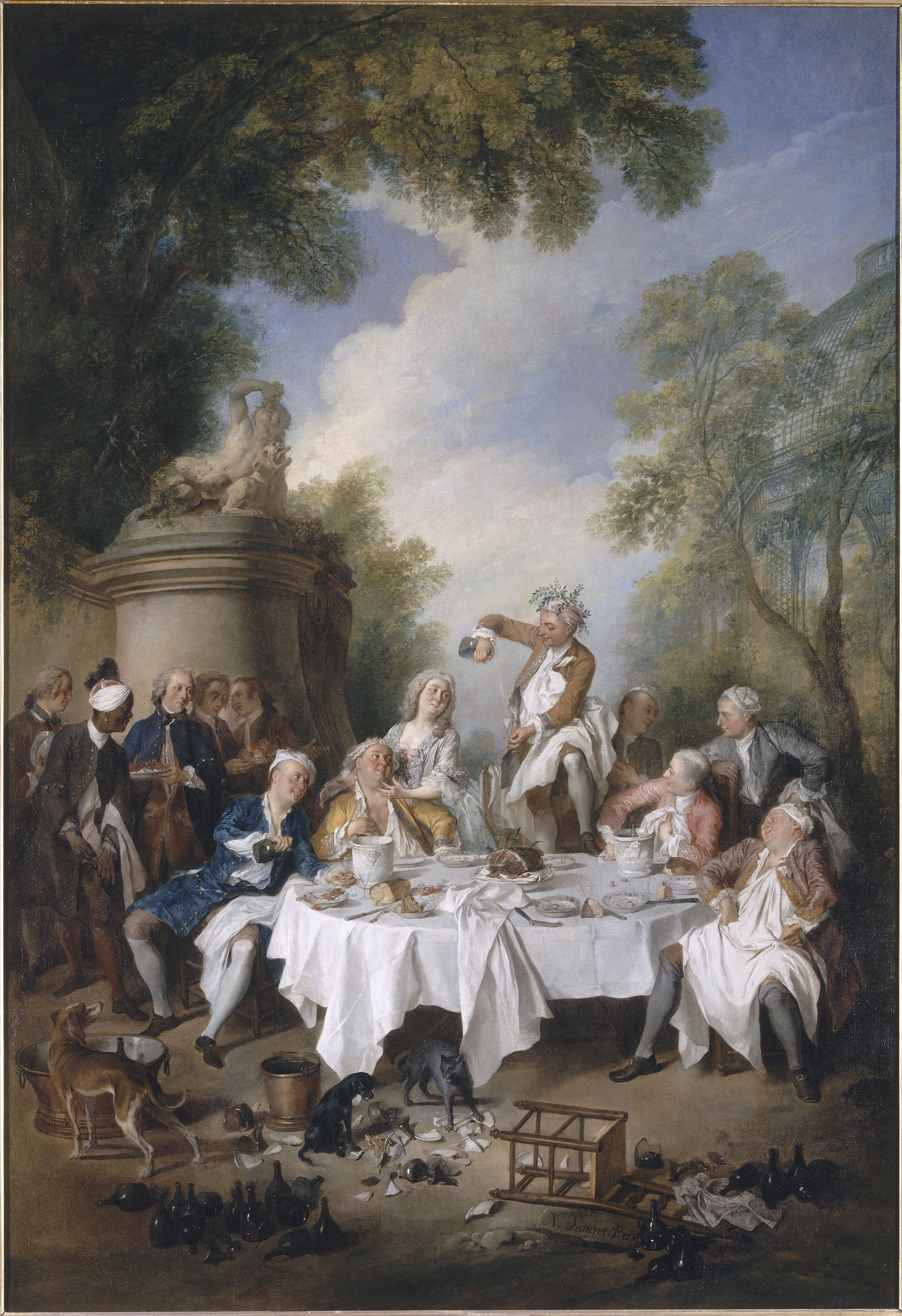
Nicolas Lancret, Banquete
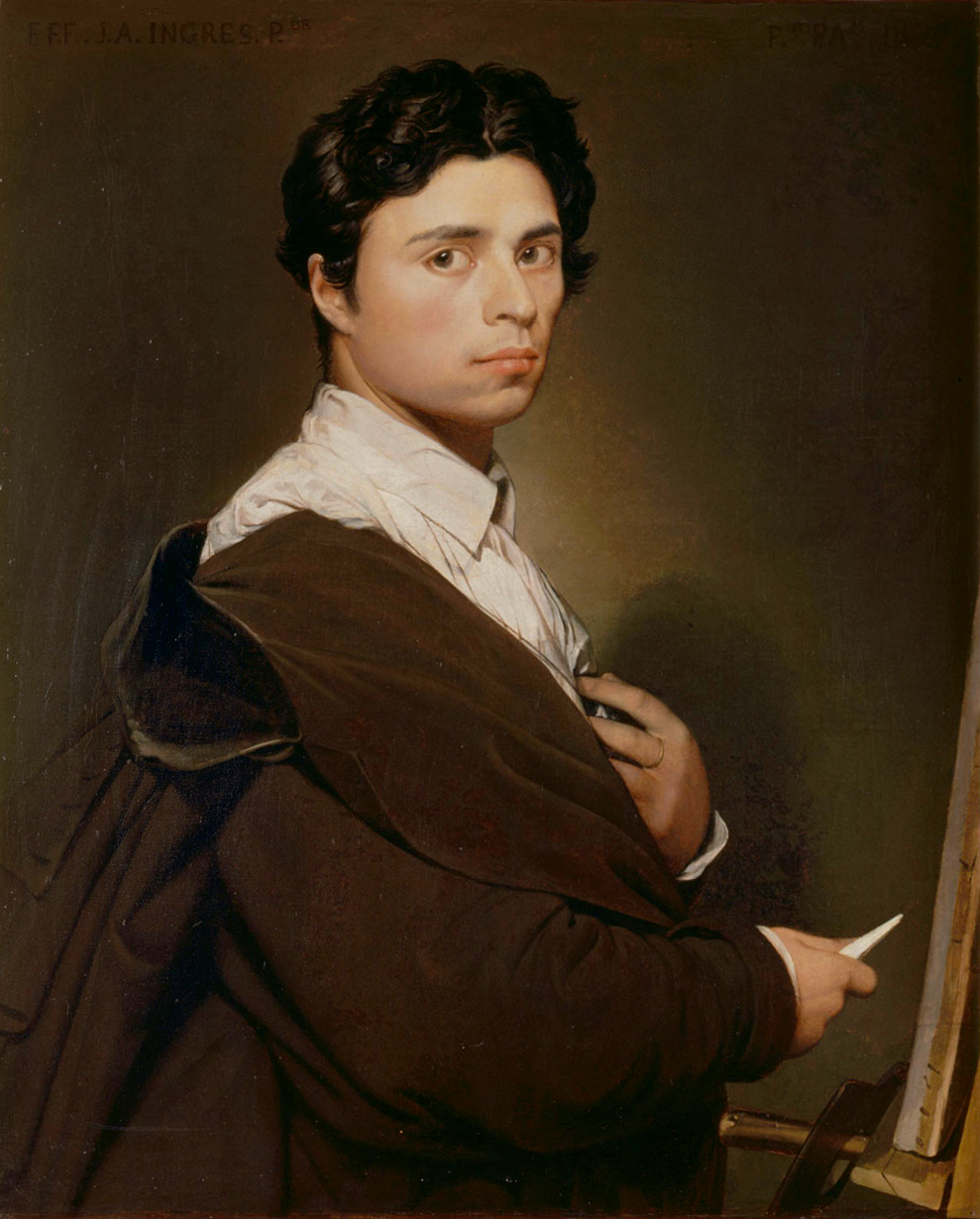
Ingres, Autorretrato
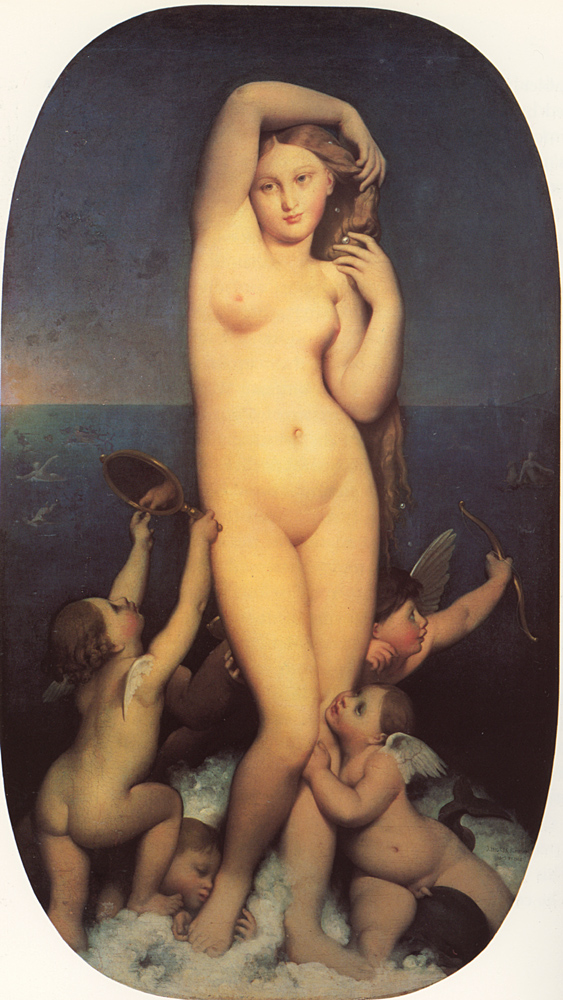
Ingres, Venus Anadiómena